# الرابطة المارونية
الرابطة المارونية منظمة خاصة غير ربحية وغير سياسية تضم شخصيات مسيحية مارونية لبنانية مكرسة للدفاع بشكل أساسي عن استقلال لبنان وسيادته داخل نطاق المجتمع اللبناني. إنّ رئيس الرابطة المارونية يمثل أعلى سلطة مارونية في لبنان بعد رئيس الجمهورية، وهو مخول  بالحديث باسم المجتمع الماروني بأكمله في لبنان. تمثل الرابطة المارونية الجناح السياسي للسلطة البطريركية في بكركي. والرئيس الحالي هو السفير خليل كرم، جو عيسى الخوري نائب الرئيس والقاضي رفول اميل البستاني أمين عام الذي تم انتخابهم في آذار عام 2022 في بيروت.

## تركيبة الرابطة
توصف الرابطة غالبًا على أنها «مجموعة نخبوية» مارونية بشكل حصري، وان عضويتها تكون «تلقائية» للشخصيات البارزة في القطاعين العام والخاص، بما فيهم المثقفون ورجال الأعمال والمصرفيون والسياسيون مثل رؤساء الدولة السابقون وأعضاء البرلمان ووزراء الحكومة والدبلوماسيين، بالإضافة إلى المحامين ورجال القانون والموظفين الحكوميين وكبار ضباط الجيش أو الشرطة المتقاعدين ورؤساء الجمعيات الاقتصادية والاجتماعية ومديري الشركات وغيرهم. يتم قبول 60 عضوًا جديدًا في الرابطة فقط في كل عام، وتلتزم الرابطة بالنزعة الفينيقية التي تهدف لتعزيز المصالح المسيحية المارونية في الحكومة والبرلمان اللبناني.

## الهيكل والتنظيم
يدير الرابطة المجلس التنفيذي المكون من سبعة عشر من كبار الأعضاء المنتخبين، ويرأسه رئيس منتخب ونائب للرئيس بمساعدة أمين عام وأمين صندوق يتم اختيارهم من الأعضاء المنتخبين في المجلس. وهناك جمعية عامة تابعة للرابطة مكونة من كافة أعضاء الرابطة، وتقوم بجلسة واحدة بانتخاب  الرئيس ونائب الرئيس والمجلس التنفيذي ولجنة القبول. يتم انتخاب الرئيس ونائب الرئيس لمدة ثلاث سنوات وتكون المدة قابلة للتجديد مرة واحدة، في حين ينتخب المجلس التنفيذي في بشكل منفصل من قبل الجمعية العامة لمدة ثلاث سنوات قابلة للتجديد مرة واحدة. كما أن هناك 12 لجنة دائمة يرأس كل واحدة منها عضو من أعضاء المجلس التنفيذي، وهذه اللجان يمكن زيادة أو إنقاص أعدادها وفقًا للحاجة. يتم انتخاب لجنة القبول من قبل الجمعية العامة لمدة عام واحد غير قابل للتجديد. ويتم عقد اجتماعات المجلس في مقر الرابطة في المجلس المركزي للجمعيات المارونية في  شارع المدور في بيروت.

## التمويل
يعتمد تمويل الرابطة بشكل أساسي على رسوم العضوية السنوية والتبرعات الخاصة، لأنها منظمة غير ربحية.

## قائمة رؤساء الرابطة المارونية (1952-الوقت الحاضر)
- جورج تابت
- الدكتور إلياس خوري
- جان أبو جودة
- شاكر أبو سليمان
- ارنست كرم
- بيار حلو
- ميشال إدّه
- الأمير حارس شهاب
- الدكتور جوزيف طربية
- الأمير سمير أبي اللمع
- أنطوان قليموس
- نعمة الله أبي نصر

## أعضاء المجلس التنفيذي (2007-2013)
- جوزيف طربية (الرئيس)
- عبد الله أبو حبيب (نائب الرئيس)
- سمير حبيقة (أمين عام)
- عبده جريس (أمين الصندوق)
- اميل أبي نادر
- فادي عبود
- بدوي أبو ديب
- حكمت أبو زيد
- فؤاد عون
- فرانسوا باسيل
- علياء برتي زين
- أنطوان بستاني
- أنطوان واكيم
- تشارلز الحاج
- جورج حايك
- شوقي قازان
- أنطونيو عنداري

## أعضاء المجلس التنفيذي (2013-2016)
- سمير أبيلاما (الرئيس)
- موريس خوام (نائب الرئيس)
- فارس أبي نصر (أمين عام)
- ميشيل كوماتي (أمين الصندوق)
- ندى عبد الساتر
- اميل ابي نادر
- لوران عون
- كارلا شهاب
- أنطوان كوستانتين
- فادي جريس
- إبراهيم جبور
- وليد جوزيف خوري
- بشارة كركفي
- سهيل مطر
- مارون رومانوس
- مارون سرحال
- جهاد توربي

## أعضاء المجلس التنفيذي (2016-2019)
- أنطوان كليموس (الرئيس)
- توفيق معوض (نائب الرئيس)
- أنطوان واكيم (الأمين العام)
- عبده جريس (أمين الصندوق)
- أنطوان خوري
- مارون سرحال
- جوزيف كريكر
- سهيل مطر
- أنطوان كوستانتين
- شربل اسطفان
- علياء بيرتي زين
- تينا غزال ملاح
- كارلا ميلان شهاب
- ندى اندراوس عزيز
- جوزيف نعمه
- وليد خوري
- جورج الحاج

## الخلفية التاريخية
تأسست الرابطة المارونية لأول مرة في تاريخ 21 آب 1952 في بيروت من قبل مجموعة من الشخصيات والمثقفين المسيحيين الذين انتخبوا جورج تابت كرئيس في أول جمعية عامة، وقد أصبحت الرابطة المارونية أكثر تسييسًا في ستينات القرن الماضي مما عزز علاقاتها مع قادة الكنيسة المارونية. امتازت الرابطة بأنها محافظة سياسيًا ومعادية للشيوعية والعروبة والعلمانية. ومنذ خمسينات القرن الماضي، عملت الرابطة على اتخاذ التدابير التي تمنع تهديد الوضع السياسي الذي يهيمن عليه المسيحيون، ومارست الضغط بهدوء  السلطات لرفع الحظر القانوني على الأنشطة العامة للكنيسة المارونية أو لتقييد حقوق العمال عن طريق كبح النقابات العمالية. كما عارضت الرابطة وجود اللاجئين الفلسطينيين والفصائل المسلحة التابعة  لمنظمة التحرير الفلسطينية، ودعت إلى طردهم بشكل كامل من لبنان.

## الرابطة المارونية في الحرب الأهلية اللبنانية 1975-1990
قدمت الرابطة في أوائل سبعينيات القرن العشرين وهي تحت رئاسة شاكر أبو سليمان الذي كان مؤيدًا للأب شربل قسيس من الرهبانية المريمية المارونية الدعم السري المالي والسياسي  للميليشيات المسيحية، خصوصًا حركة التنظيم التي قادها الطبيب فؤاد الشمالي منذ عام 1972 (كان رئيس الجمعية الطبية وعضوًا في المجلس التنفيذي للرابطة المارونية وعضوًا مؤسسًا للجبهة اللبنانية لاحقًا) في عام 1975، استخدم أبو سليمان أموال الرابطة لتأسيس ميليشيا مكونة من 200 عنصر وعمل على قيادتها شخصيًا لتشارك بشكل بارز في بيروت خلال الحرب الأهلية بين عامي 1975 و 1976، ودافعت عن الأوساط المسيحية ضد قوات الحركة الوطنية اللبنانية ومنظمة التحرير الفلسطينية. انضمت الرابطة إلى الجبهة اللبنانية في عام 1976، وعلى الرغم من أنه قد تم ضم ميليشياها الخاصة في القوات اللبنانية في العام التالي إلا أنها تمكنت من الحفاظ على نفسها كهيئة منفصلة. بقيت الرابطة نشطة طوال الحرب الأهلية من وراء الكواليس بالغالب، وشجعت على سياسة التقارب والمصالحة بين مختلف الأحزاب المسيحية والميليشيات خلال الصراعات العنيفة بين المسيحيين في أواخر سبعينيات وثمانينيات القرن الماضي.

## سنوات ما بعد الحرب
انتهى الأمر بالنسبة للرابطة المارونية بسلام في سنوات ما بعد الحرب، وبرزت كمجموعة ضغط قوية مكونة من قرابة 1000-1200 عضو حالي يعملون على تعزيز المصالح المسيحية في لبنان والخارج.
رئيس الرابطة الحالي هو أنطوان كليموس الذي كان الرئيس السابق لنقابة المحامين في بيروت.

## روابط خارجية
Maronite League official site